# Rosetta Calavetta
Rosetta Calavetta (27 de agosto de 1914-3 de febrero de 1993) fue una actriz teatral y cinematográfica de nacionalidad italiana, siendo conocida sobre todo por su faceta como actriz de voz.

## Biografía
Nacida en Palermo, Italia, debutó como actriz cinematográfica a los dieciséis años de edad, con un pequeño papel en Corte d'Assise (1930), de Guido Brignone, película tras la cual rodó L'armata azzurra (1932, de Gennaro Righelli), L'ambasciatore (1936, de Baldassarre Negroni), Marionette (1938, de Carmine Gallone) y Vento di milioni (1940, de Dino Falconi).
Muy activa en el teatro radiofónico emitido por el Ente Italiano per le Audizioni Radiofoniche (EIAR), participó en obras de carácter dramático así como en comedias, casi exclusivamente trabajando en la sede de Radio Roma.
En 1936 se inició en el mundo del doblaje prestando su voz a la adolescente Deanna Durbin e interpretando a la dulce Blancanieves en el film de animación de The Walt Disney Company Snow White and the Seven Dwarfs.
A partir de entonces, prestó su voz a muchas de las grandes estrellas cinematográficas, destacando de entre ellas Lana Turner, Marilyn Monroe, Doris Day, Lois Maxwell, Eleanor Parker, Susan Hayward, Dorothy Lamour, Ava Gardner, Veronica Lake, Kim Novak, Deanna Durbin, Jean Arthur, Shirley MacLaine, Angela Lansbury, Janet Leigh, June Allyson, Lucille Ball, Zsa Zsa Gabor y Ann Sheridan. En los años 1950 obtuvo notoriedad al ser la dobladora oficial de la actriz Marilyn Monroe.
Para Disney también trabajó en Pinocho (1947), "Cinderella", La dama y el vagabundo, 101 dálmatas (1961) y Mary Poppins (1964). Otras producciones de animación en las que participó fueron Winnie the Pooh and the Honey Tree y Winnie the Pooh and the Blustery Day y Heidi (1978). 
Rosetta Calavetta trabajó como actriz de doblaje hasta el año 1980. Falleció en Roma, Italia, en 1993.

## Filmografía (selección)
- 1931 : Corte d'Assise, de Guido Brignone
- 1932 : L'armata azzurra, de Gennaro Righelli
- 1936 : L'ambasciatore, de Baldassarre Negroni
- 1939 : Marionette, de Carmine Gallone
- 1940 : Vento di milioni, de Dino Falconi

## Actriz de voz
A lo largo de su carrera como actriz de doblaje, Cristiani prestó su voz a los siguientes intérpretes:

### Intérpretes extranjeros
Edie Adams, Kathryn Adams, Dawn Addams, Anouk Aimée, Lola Albright, Elizabeth Allan, Elizabeth Allen, June Allyson, Daphne Anderson, Mary Anderson, Harriet Andersson, Gaby André, Jean Arthur, Junie Astor, Felicia Atkins, Brigitte Auber, Maxine Audley, Lauren Bacall, Annette Bach, Ina Balin, Lucille Ball, Anne Bancroft, Lynn Bari, Joanna Barnes, Patricia Barry, Jeannette Batti, Anne Baxter, Barbara Bel Geddes, Constance Bennett, Jill Bennett, Joan Bennett, Nancy Berg, Polly Bergen, Edna Best, Honor Blackman, Estella Blain, Ann Blyth, Cornell Borchers, Jocelyn Brando, Patricia Breslin, May Britt, Hillary Brooke, Phyllis Brooks, Colette Brosset, Pamela Brown, Vanessa Brown, Myriam Bru, Jane Bryan, Marilyn Buferd, Susan Cabot, Corinne Calvet, Capucine, Martine Carol, Dany Carrel, Marge Champion, Hélène Chanel, Carol Channing, Viviane Chantel, Linda Christian, Virginia Christine, Françoise Christophe, Mary Clare, Lois Collier, Gladys Cooper, Adrienne Corri, Hazel Court, Jeanne Crain, Linda Cristal, Kathleen Crowley, Constance Cummings, June Cunningham, Leora Dana, Dorothy Dandridge, Lisa Daniels, Danielle Darrieux, Doris Day, Josette Day, Laraine Day, June Dayton, Rosemary DeCamp, Yvonne De Carlo, Gloria DeHaven, Suzy Delair, Marisa de Leza, Mylène Demongeot, Faith Domergue, Diana Douglas, Nyta Dover, Peggy Dow, Doris Dowling, Dona Drake, Joanne Dru, Mildred Dunnock, Deanna Durbin, Shirley Eaton, Anita Ekberg, Vera-Ellen, Patricia Ellis, Myrna Fahey, Francis Farmer, Jane Farrar, Betty Field, Virginia Field, Kai Fischer, Geraldine Fitzgerald, Rhonda Fleming, Joan Fontaine, Nina Foch, Dianne Foster, Jane Frazee, Valerie French, Yvonne Furneaux, Eva Gabor, Zsa Zsa Gabor, Rita Gam, Ava Gardner, Peggy Ann Garner, Betty Garrett, Greer Garson, Nancy Gates, Mitzi Gaynor, Claude Génia, Claude Gensac, Frances Gifford, Annie Girardot, Paulette Goddard, Betty Grable, Gloria Grahame, Lily Granado, Lee Grant, Coleen Gray, Dolores Gray, Nadia Gray, Vivean Gray, Dorothy Green, Joan Greenwood, Jane Greer, Virginia Grey, Kim Hamilton, Jean Harlow, Mary Hatchers, Susan Hayward, Rita Hayworth, Olivia de Havilland, Tippi Hedren, Marcia Henderson, Sonja Henie, Virginia Hewitt, Wendy Hiller, Celeste Holm, Marsha Hunt, Virginia Huston, Betty Hutton, Martha Hyer, Burl Ives, Isabel Jewell, Glynis Johns, Rita Johnson, Carolyn Jones, Jennifer Jones, Brenda Joyce, Katy Jurado, Monique Just, Irene Kane, Marie Kean, Lila Kedrova, Kay Kendall, Jean Kent, Deborah Kerr, Evelyn Keyes, Peggy Knudsen, Barbara Laage, Elina Labourdette, Diane Ladd, Veronica Lake, Dorothy Lamour, Hanna Landy, Abbe Lane, Claudie Lange, Hope Lange, Angela Lansbury, Jacqueline Laurent, Piper Laurie, Barbara Lawrence, Sarah Lawson, Anna Lee, Belinda Lee, Janet Leigh, Vivien Leigh, Virginia Leith, Joan Leslie, Gunnel Lindblom, Christa Linder, Viveca Lindfors, Moira Lister, Bruni Löbel, Barbara Loden, Carole Lombard, Anita Loo, Tina Louise, Ida Lupino, Diana Lynn, Shirley MacLaine, Dorothy Malone, Renate Mannhardt, Jayne Mansfield, Marion Marshall, Marion Mathie, Nicole Maurey, Claire Maurier, Lois Maxwell, Marilyn Maxwell, Juliette Mayniel, Virginia Mayo, Mercedes McCambridge, Marie McDonald, Dorothy McGuire, Virginia McKenna, Julia Meade, Eva Maria Meineke, Dina Merrill, Dolores Michaels, Vera Miles, Gloria Milland, Colleen Miller, Marilyn Monroe, Elisa Montés, Sara Montiel, Terry Moore, Jeanne Moreau, Michèle Morgan, Mary Murphy, Patricia Neal, Portia Nelson, Ann Newman-Mantee, Barbara Nichols, Magali Noël, Lucille Norman, Kim Novak, Martha O'Driscoll, Maureen O'Hara, Nancy Olson, Maureen O'Sullivan, Geraldine Page, Debra Paget, Janis Paige, Betsy Palmer, Lilli Palmer, Andréa Parisy, Irene Papas, Eleanor Parker, Shirley Patterson, Gloria Paul, Hella Petri, Mala Powers, Paula Prentiss, Micheline Presle, Jacqueline Prévot, Dorothy Provine, Liselotte Pulver, Anna Quayle, Ella Raines, Paula Raymond, Donna Reed, Lee Remick, Hélène Rémy, Debbie Reynolds, Marjorie Riordan, Catherine Robbe-Grillet, Allene Roberts, Tracey Roberts, Ginger Rogers, Ruth Roman, Viviane Romance, Lina Rosales, Barbara Rush, Connie Russell, Jane Russell, Ann Rutherford, Anne Sargent, Gia Scala, Roswita Schmidt, Sandra Scott, Elizabeth Sellars, Joan Shawlee, Moira Shearer, Barbara Shelley, Ann Sheridan, Margaret Sheridan, Ann Shoemaker, Jean Simmons, Shawn Smith, Ann Smyrner, Ann Sothern, Jill St. John, Mila Stanic, Karen Steele, Jan Sterling, Stella Stevens, Elaine Stewart, Gale Storm, Beatrice Straight, Elaine Stritch, Randy Stuart, Margaret Sullavan, Sylvia Syms, Miiko Taka, Joan Taylor, Phyllis Thaxter, Ursula Thiess, Ingrid Thulin, Gene Tierney, Nadja Tiller, Ann Todd, Audrey Totter, Constance Towers, Linden Travers, Claire Trevor, Lana Turner, Mamie Van Doren, Anne Vernon, Marina Vlady, Else von Möllendorff, Veola Vonn, Helen Walker, Virginia Welles, Barbara Werle, Helen Westcott, Arleen Whelan, Cara Williams, Marie Windsor, Shelley Winters, Joanne Woodward, Teresa Wright, Jane Wyman, Jane Wyatt, Dana Wynter y Eugenia Zareska.

### Intérpretes italianos
Michela Belmonte, Adriana Benetti, Mara Berni, Anna Bianchi, Erika Blanc, Caterina Boratto, Lucia Bosè, Giuliana Calandra, Gianna Maria Canale, Louise Carletti, Vera Carmi, Valentina Cortese, Dora Bini, Maria Pia Casilio, Lilia Dale, Diletta D'Andrea, Lily Danesi, Assia de Busny, Enza Delbi, Carla Del Poggio, Bianca Della Corte, Tina De Mola, Irasema Dilian, Maria Dominiani, Valeria Fabrizi, Franca Faldini, Anna Maria Ferrero, Maria Fiore, Nada Fiorelli, Maria Grazia Francia, Fulvia Franco, Maria Frau, Scilla Gabel, Dada Gallotti, Tina Gloriani, Dorian Gray, Leila Guarni, Lilia Landi, Ria Teresa Legnani, Gina Lollobrigida, Sophia Loren, Antonella Lualdi, Beatrice Mancini, Patrizia Mangano, Franca Maresa, Elsa Martinelli, Lauretta Masiero, Clelia Matania, Miretta Mauri, María Mercader, Sandra Milo, Dedi Montano, Moira Orfei, Silvana Pampanini, Anna Maria Pierangeli, Giuliana Pinelli, Anna Proclemer, Giovanna Ralli, Carla Rovere, Leonora Ruffo, Linda Sini, Laura Solari, Rossana Podestà, Daniela Rocca, Lyla Rocco, Luisa Rossi, Jone Salinas, Yvonne Sanson, Loredana Savelli, Delia Scala, Rosanna Schiaffino, Vira Silenti, Caterina Valente, Eleonora Vargas, Edy Vessel, Milly Vitale, Franca Volpini y Lia Zoppelli.

### Películas de animación
Snow White and the Seven Dwarfs, Pinocho, Cinderella, La dama y el vagabundo, 101 dálmatas, Heidi diventa principessa, Heidi, Remi, Winnie the Pooh and the Honey Tree y Winnie the Pooh and the Blustery Day.

## Radio[2]
- 1937 : L'amica delle mogli, de Luigi Pirandello, dirección de Aldo Silvani
- 1937 : È passato qualcuno, de Enrico Bassano, dirección de Aldo Silvani
- 1937 : Il conte zio, de Giovanni Capodivacca, dirección de Aldo Silvani
- 1937 : La mamma, de Antonio Greppi, dirección de Aldo Silvani
- 1937 : Il mondo della noia, de Édouard Pailleron, dirección de Aldo Silvani
- 1937 : Don Desiderio disperato per eccesso di buon cuore]], de Giovanni Giraud, dirección de Aldo Silvani
- 1937 : L'ultimo romanzo, de Sabatino Lopez, dirección de Aldo Silvani
- 1938 : Un buon partito ai bagni di mare, de Enrico Serretta, dirección de Aldo Silvani
- 1938 : Robina in cerca di marito, de Jerome K. Jerome, dirección de Aldo Silvani